# ثوري أهلكفيست
ثوري أهلكفيست (بالسويدية: Thure Ahlqvist)‏ (20 أبريل 1907 – 20 مارس 1983) هو ملاكم سويدي راحل، مثّل بلاده في الألعاب الأولمبية الصيفية 1932.

## روابط خارجية
ثوري أهلكفيست على موقع بوكس ريك (الإنجليزية) (registration required)
- ثوري أهلكفيست على موقع أوليمبيديا (الإنجليزية)
- ثوري أهلكفيست على موقع اللجنة الأولمبية السويدية (السويدية)